# Nationaal park Ordesa y Monte Perdido
Het Nationaal Park Ordesa y Monte Perdido (Spaans: Parque Nacional de Ordesa y Monte Perdido/ Aragonees: Parque nacional d'Ordesa y d'as Tres Serols) is een nationaal park in de Pyreneeën, in de provincie Huesca in Aragón, Spanje. Het werd officieel geopend in 1918: het omvatte toen alleen de Ordesavallei (Valle de Ordesa) en was 2.086 ha groot.
In 1982 werd het park uitgebreid met de valleien Añisclo (Bellosrivier), Escuaín (kloof van de Yagarivier) en Pineta met zijn keteldal, waardoor het zijn huidige omvang van 15.608 ha kreeg. Sinds 1997 staat het park samen met een deel van het aangrenzende Franse Nationaal Park Pyrénées op de Werelderfgoedlijst van de Unesco. Het park is sinds dat jaar tevens een Unesco-biosfeerreservaat.
Er komen meer dan 1500 soorten bloemen, 171 vogels, 32 verschillende zoogdieren en acht soorten reptielen voor in Ordesa. Een karakteristieke vogel uit het gebied is de lammergier, een gier met een spanwijdte van drie meter. Deze vogels zijn in Europa vrijwel alleen in de Pyreneeën te zien.
De Monte Perdido (3.355m) is de op twee na hoogste berg in de Pyreneeën, de top ligt in Spanje nabij het centrum van het park.
Dorpen rond het park zijn Bielsa, Broto, Fanlo, Puértolas, Tella-Sin, Torla, Aínsa, Boltaña.

## Afbeeldingen

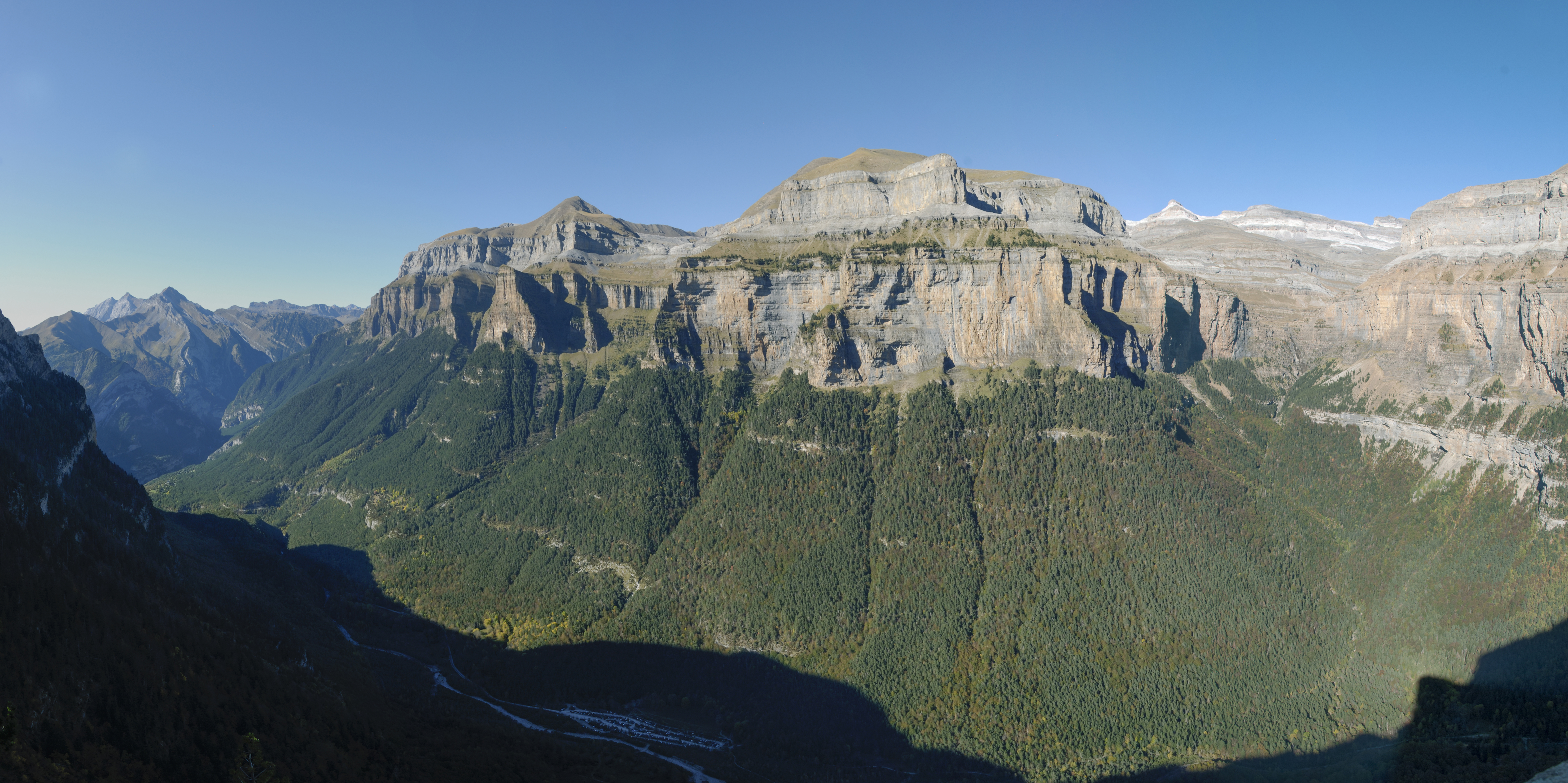
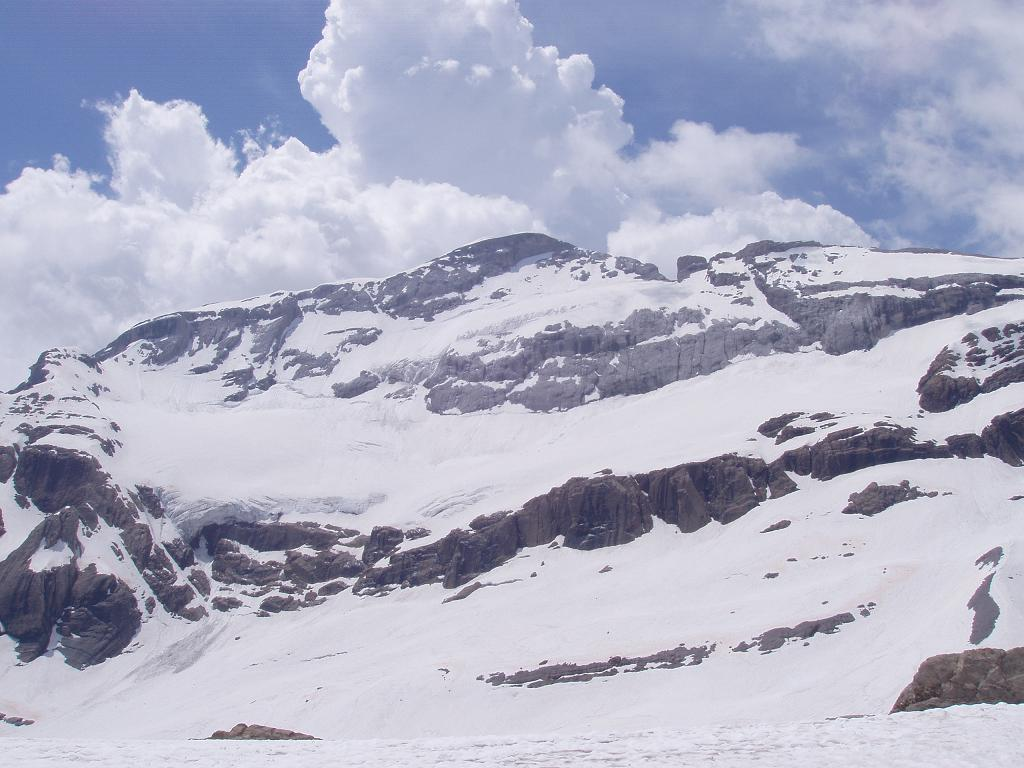
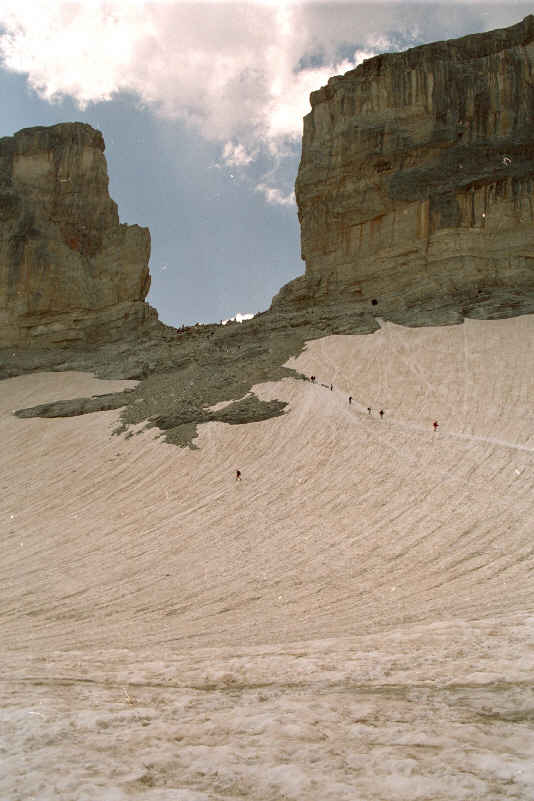
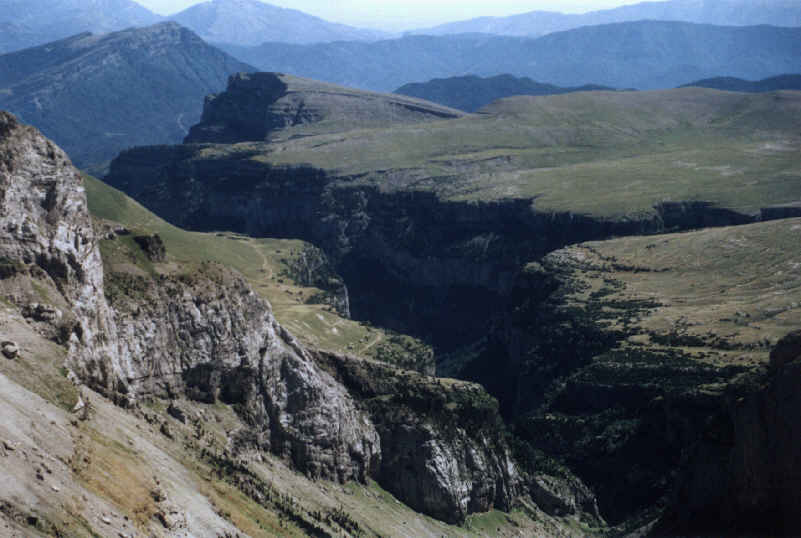
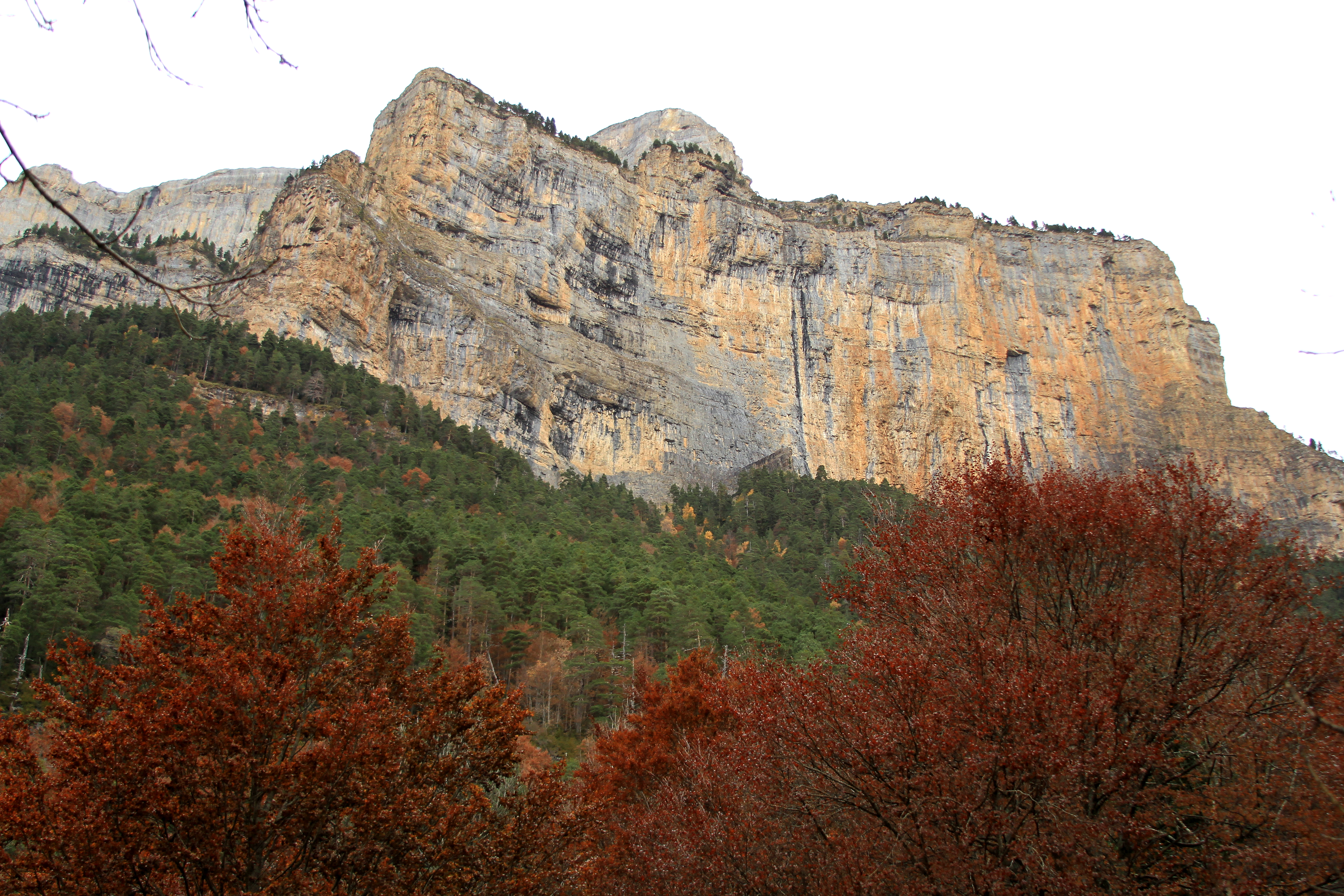
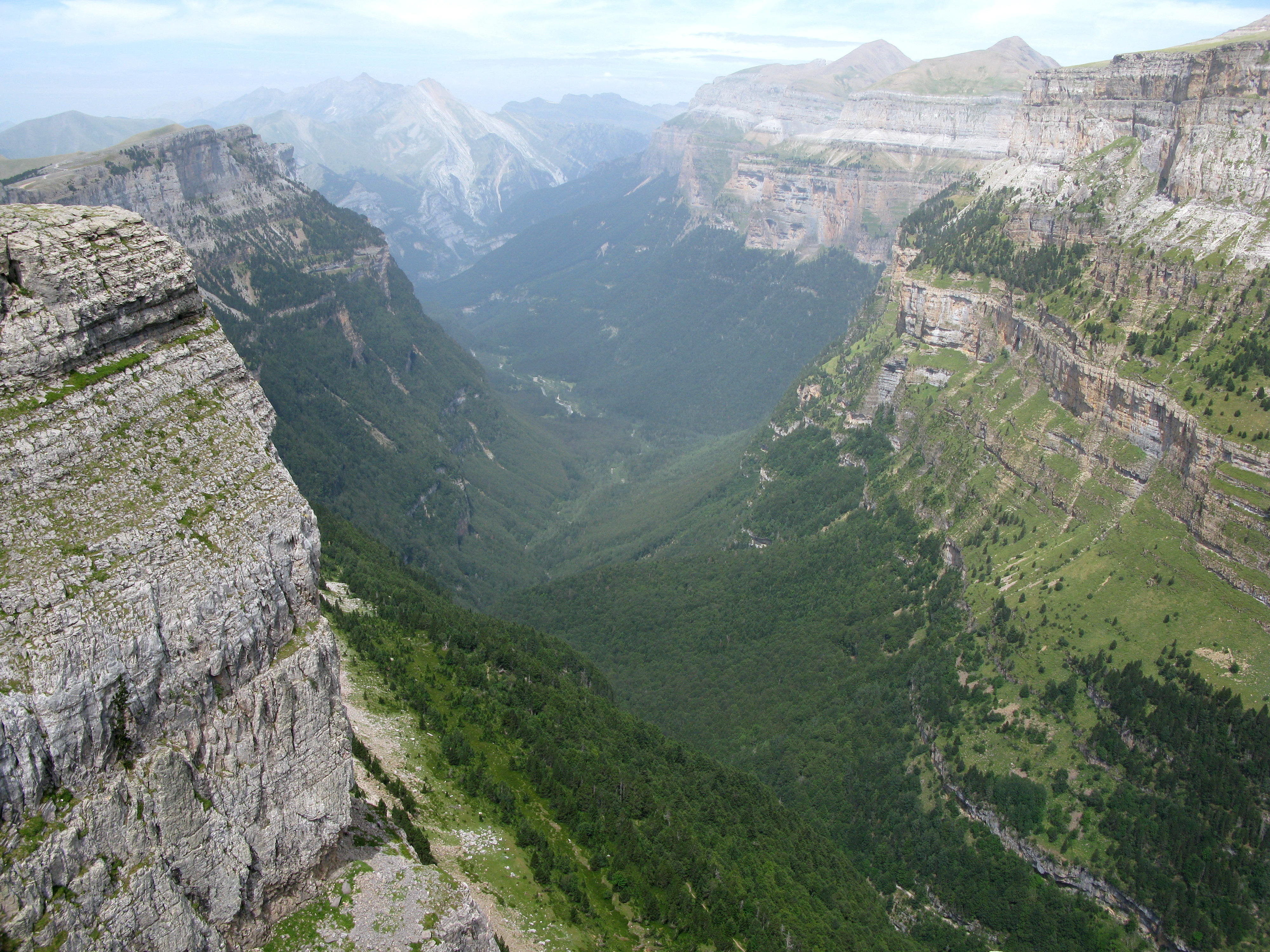
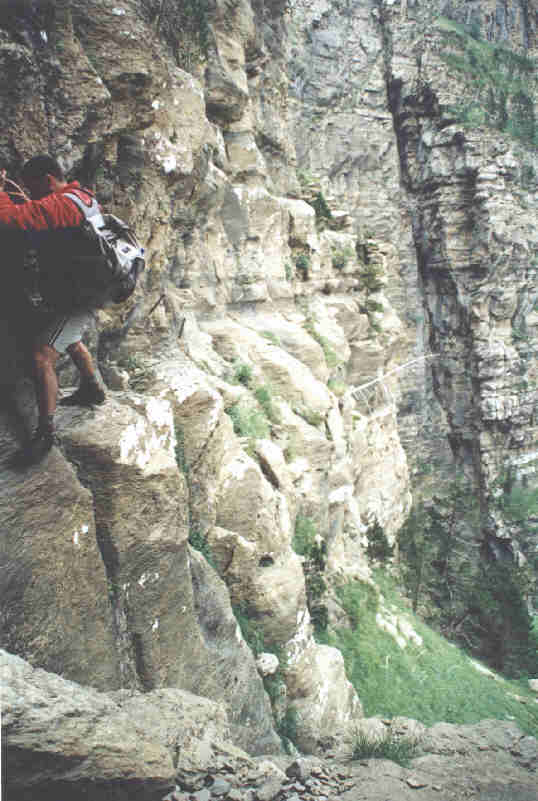
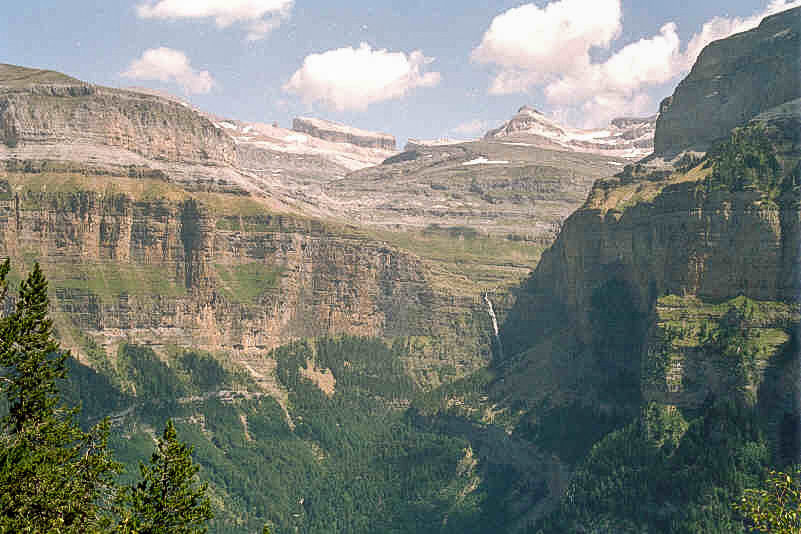
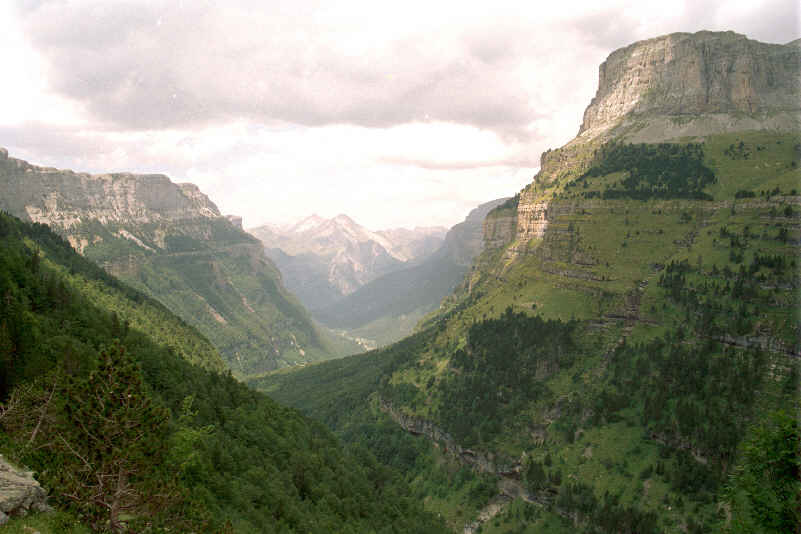
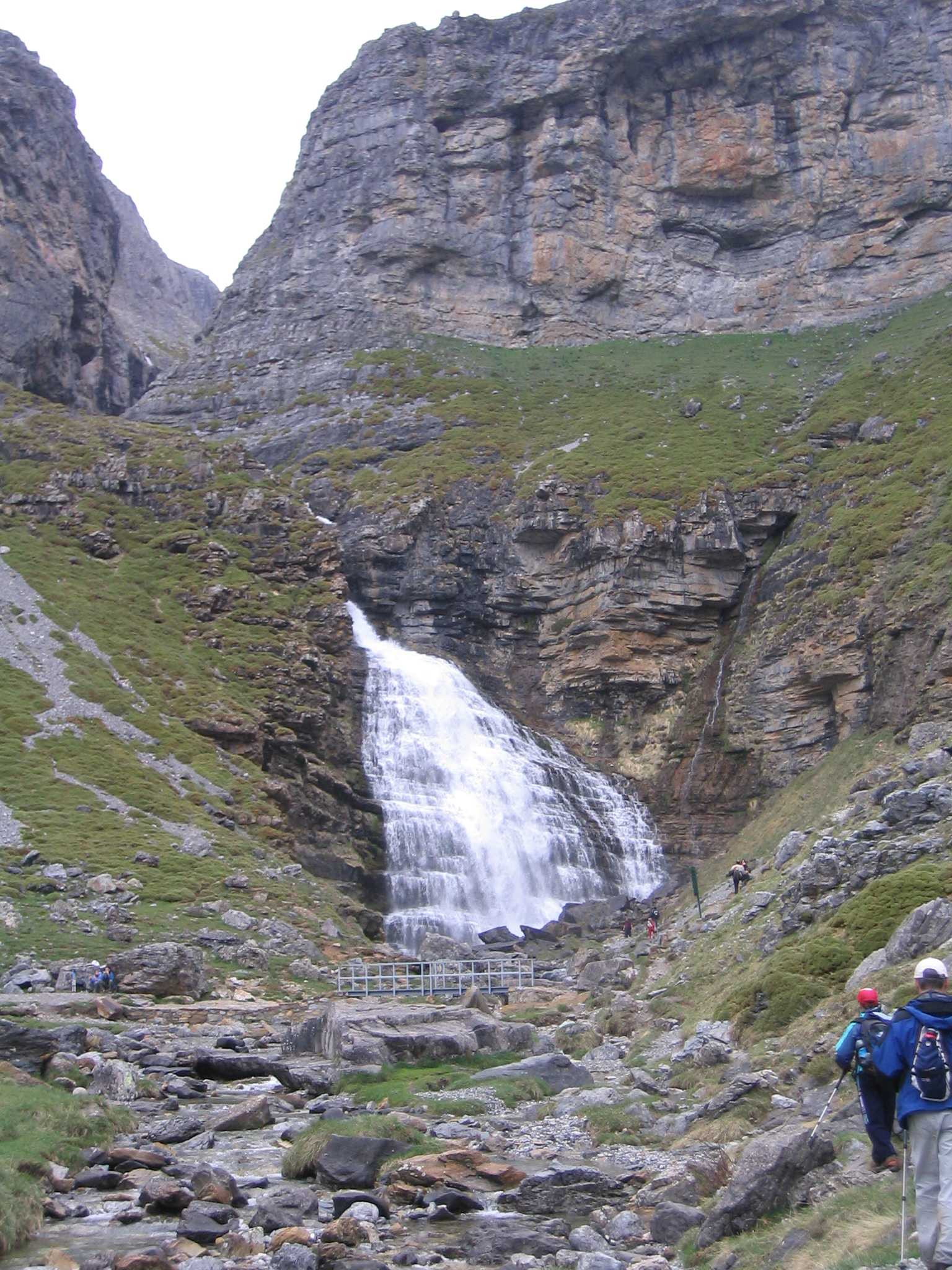
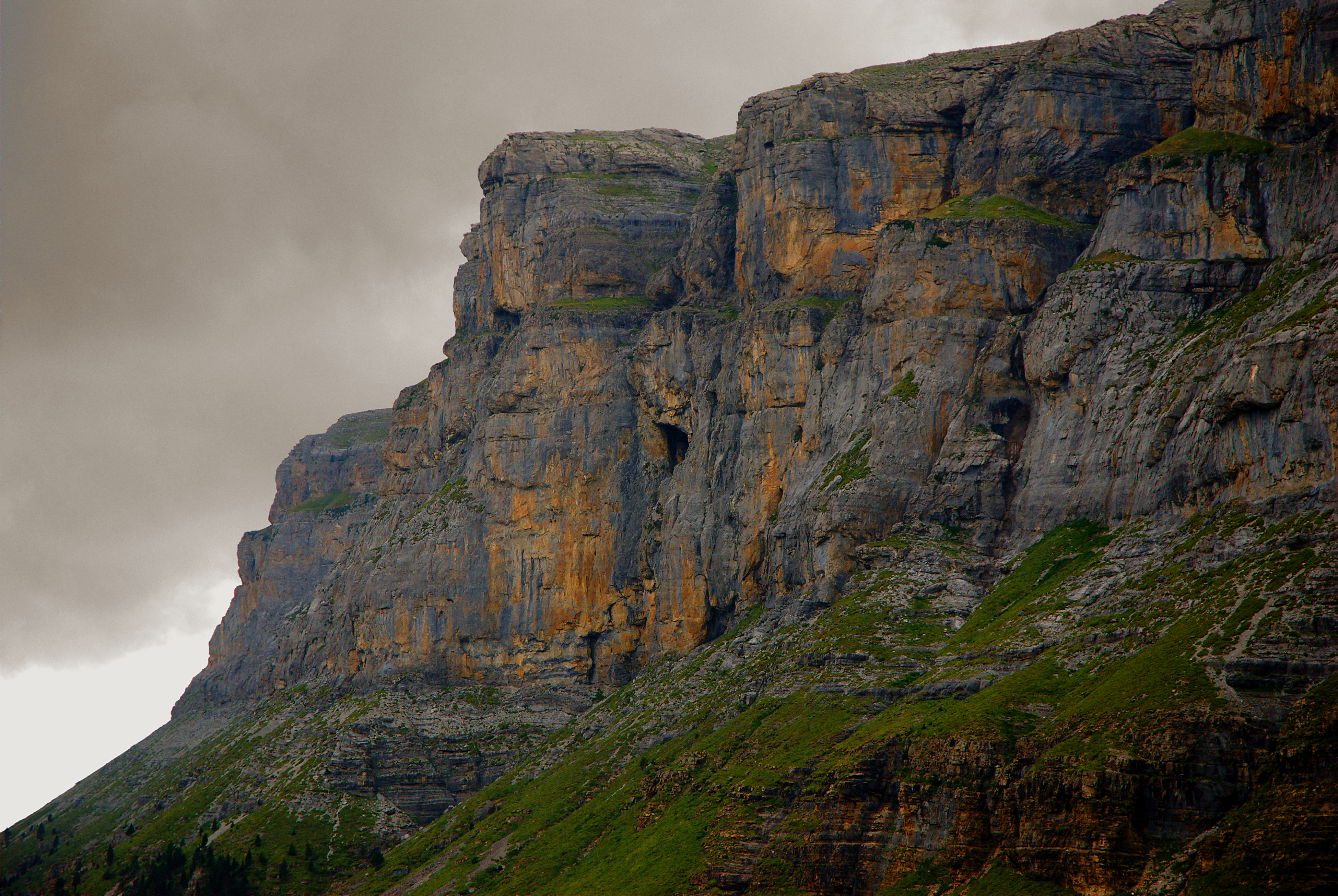
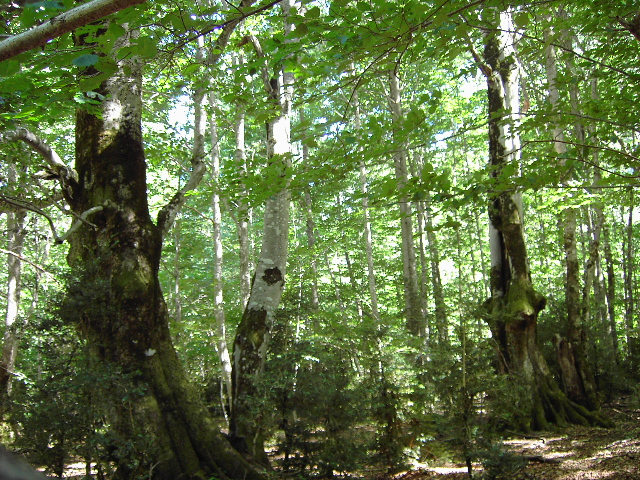
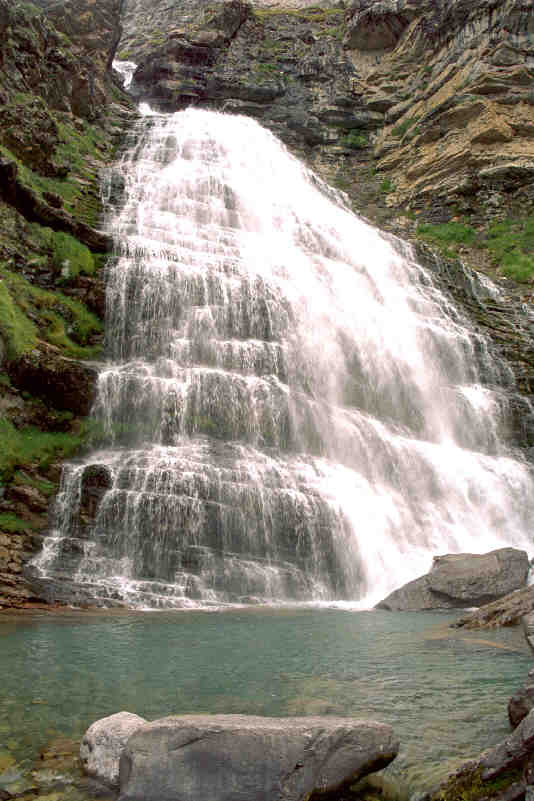
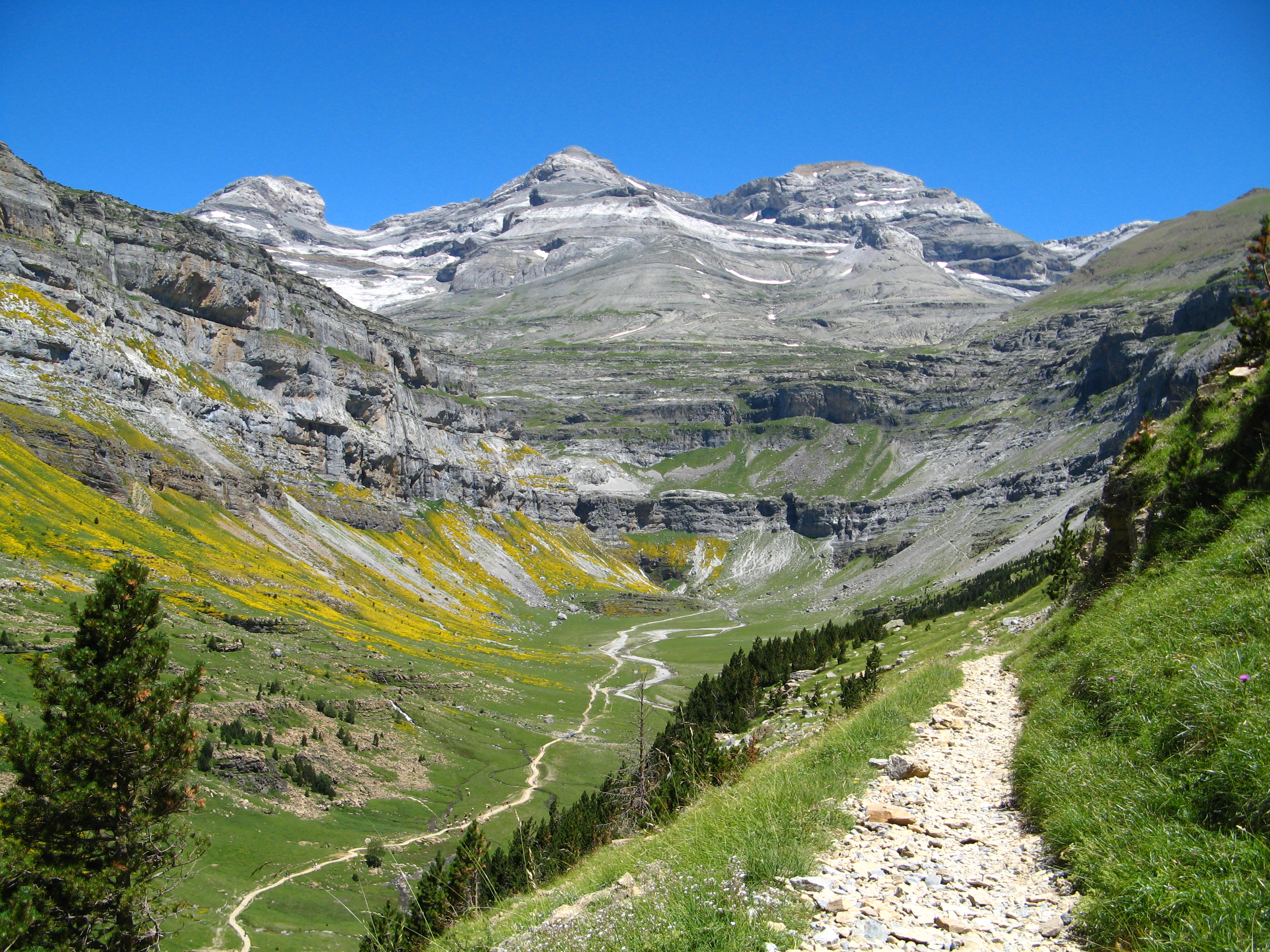
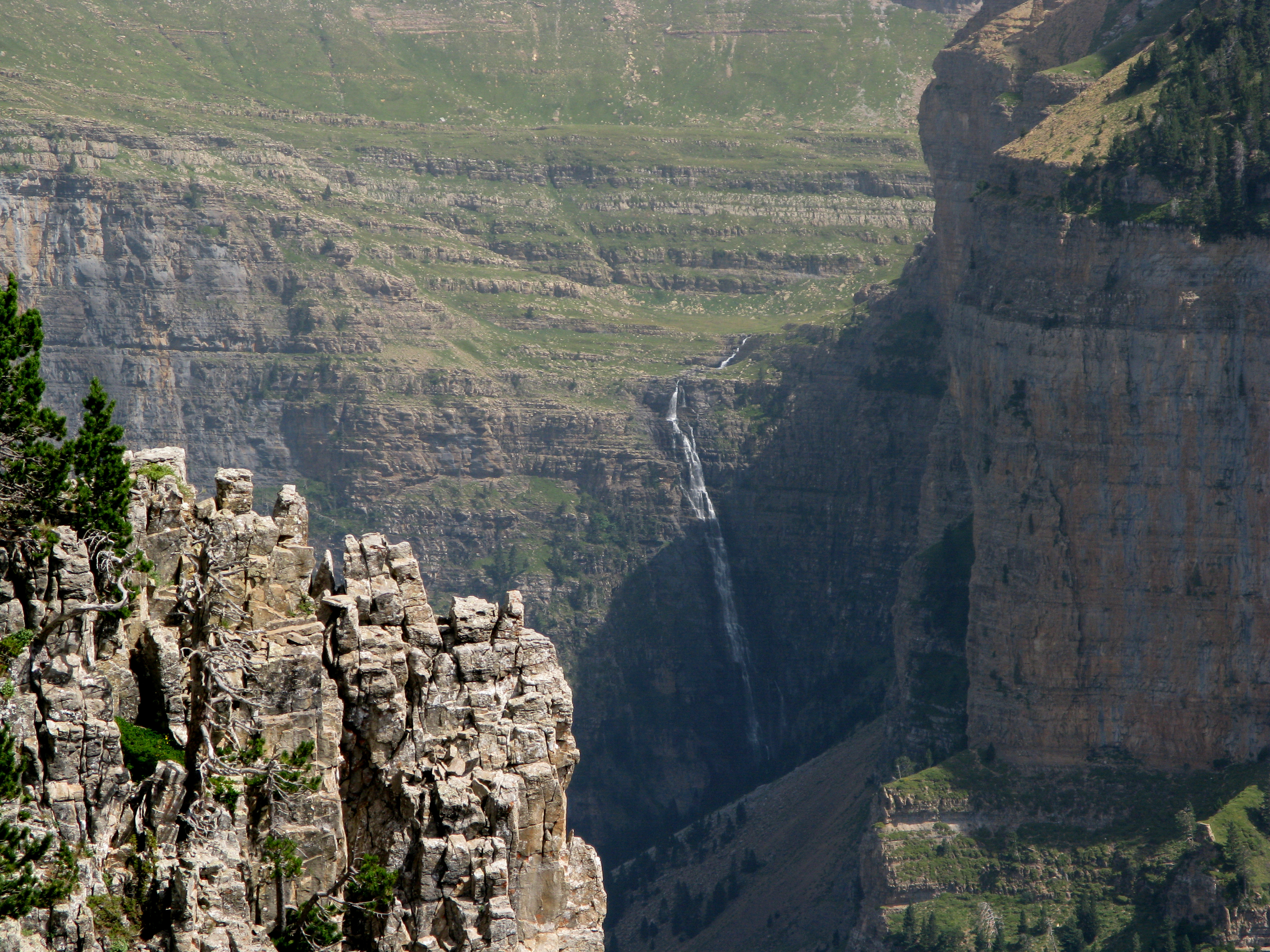
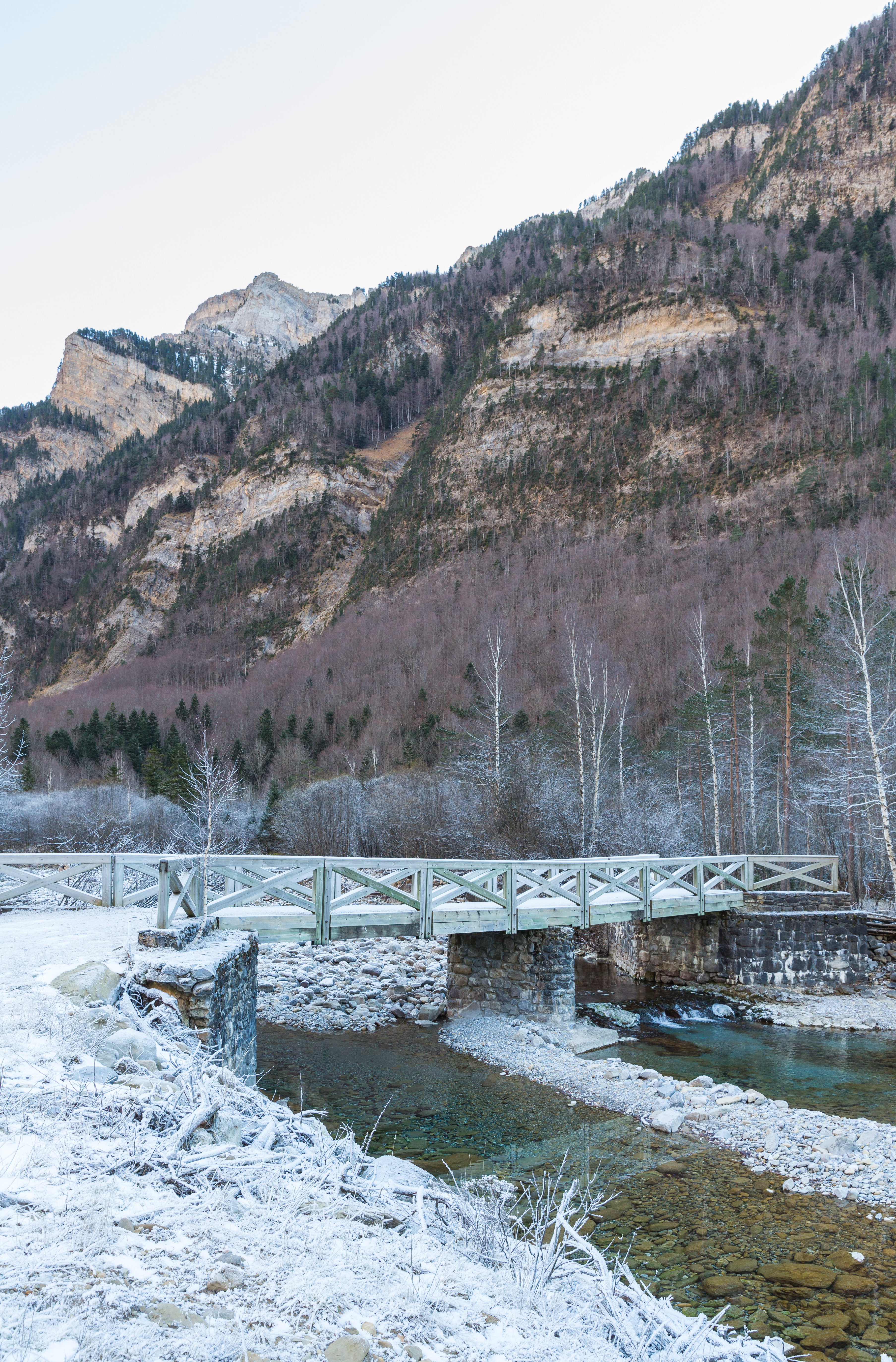
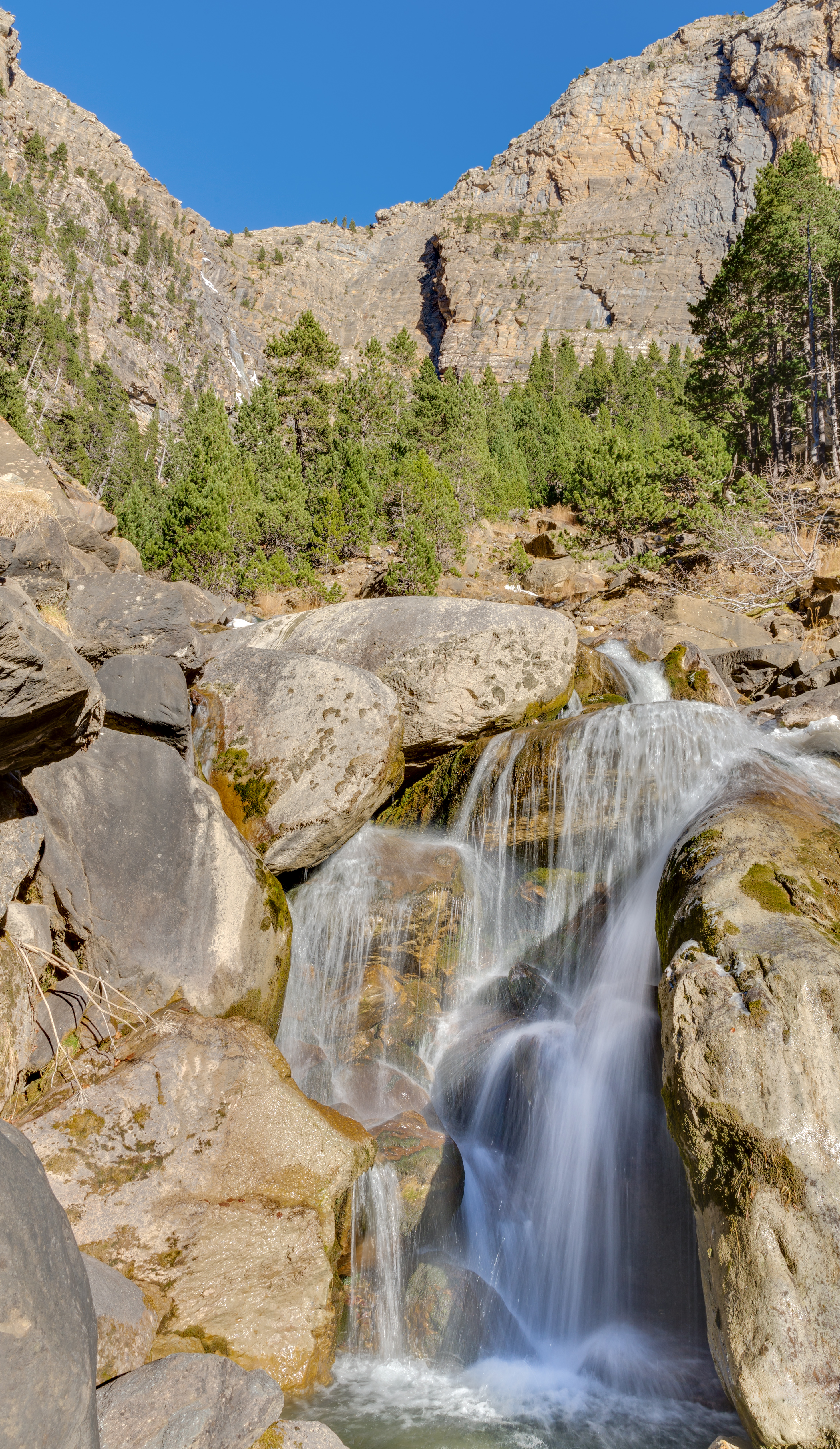
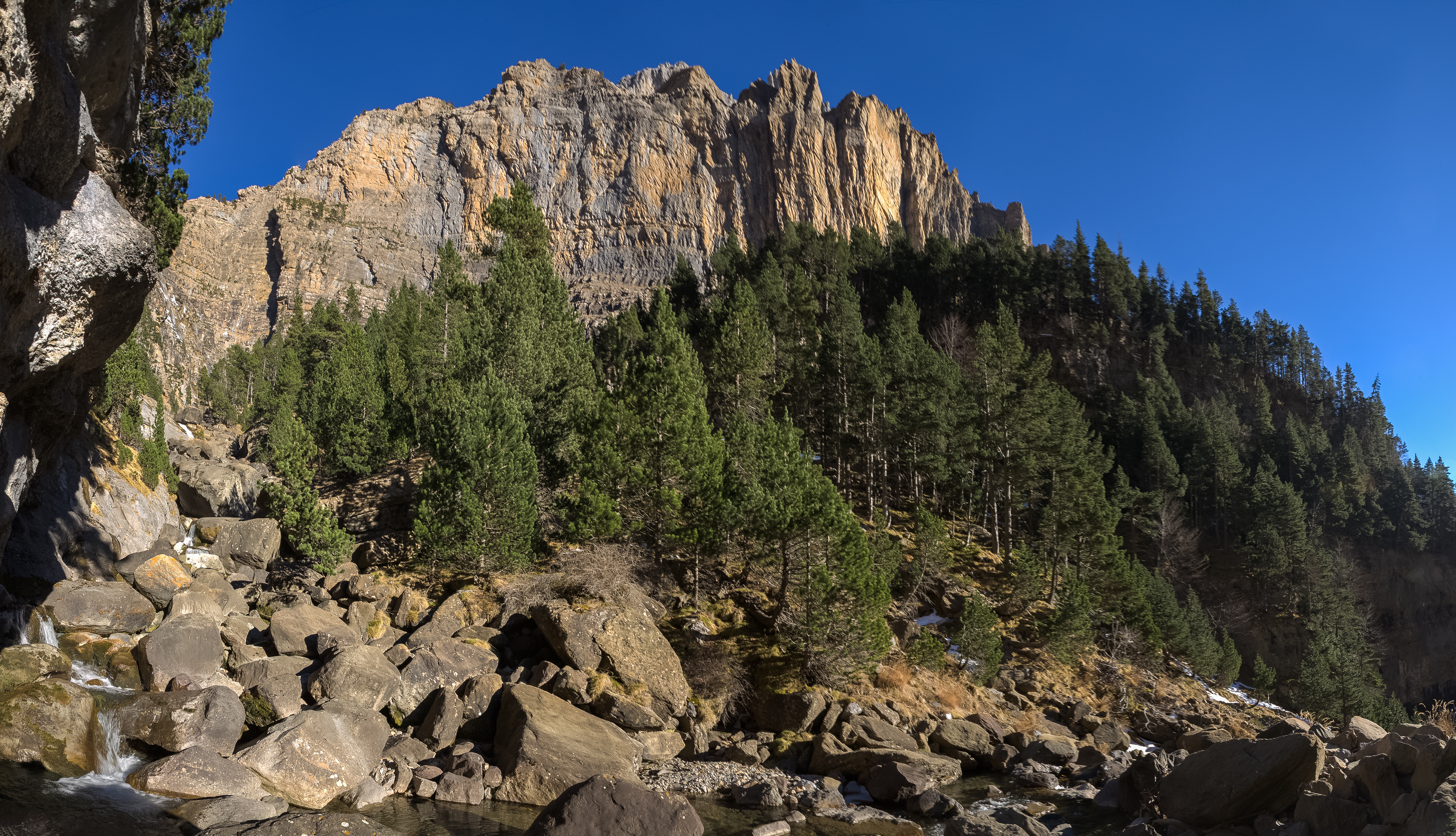
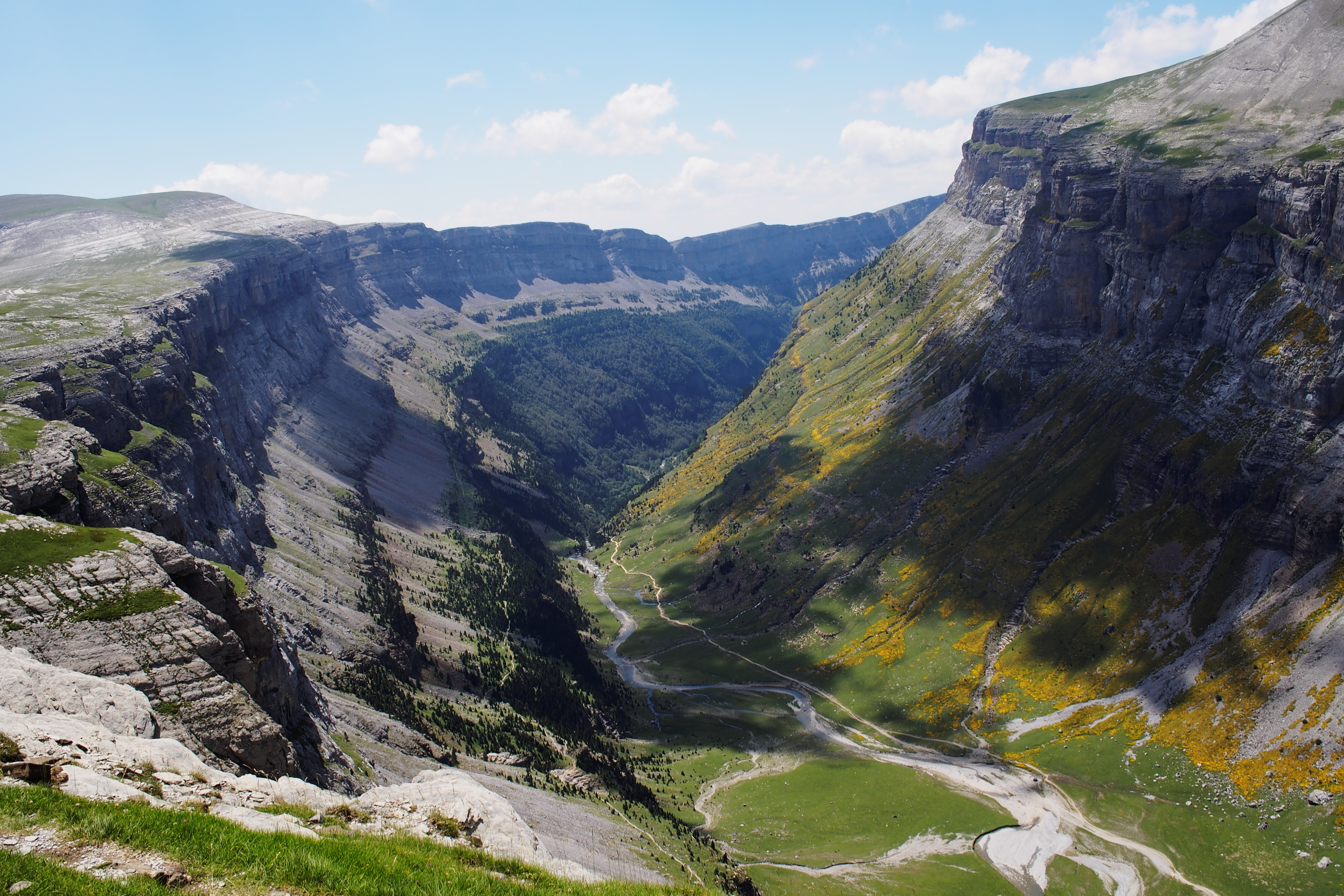